# Michael Evans (vattenpolospelare)
Michael Scott "Mike" Evans, född 26 mars 1960 i Fontana i Kalifornien, är en amerikansk vattenpolospelare. Han ingick i USA:s landslag vid olympiska sommarspelen 1988, 1992 och 1996.
Evans gjorde tio mål i den olympiska vattenpoloturneringen i Seoul där USA tog silver. I den olympiska vattenpoloturneringen i Barcelona slutade USA på en fjärdeplats och Evans gjorde sju mål. I den olympiska vattenpoloturneringen i Atlanta var USA sjua och Evans gjorde fem mål.
Evans studerade vid University of California, Irvine. Förutom för OS-silver tog han guld i vattenpolo vid panamerikanska spelen 1987 och silver vid panamerikanska spelen 1991.